# Колін Ґрінленд
Колін Ґрінленд (народився 17 травня 1954 року в Дуврі, Кент, Англія) — англійський письменник-фантаст, чий перший твір отримав другу премію 1982 року на конкурсі Faber&Faber. Його найвідоміший роман — «Повернути достаток» (англ. «Take Back Plenty») (1990) — було нагороджено обома найпрестижнішими британськими преміями наукової фантастики, — премії Британської асоціації SF за 1990 рік та премії Артура Кларка 1991 року, а також номінант на Премію Філіпа К. Діка 1992 року за найкращу оригінальну книжку у м'якій палітурці, видану того року у США.

## Біографія
Колін Ґрінленд навчався в коледжі Пембрук, Оксфорд, згодом отримавши ступінь бакалавра, магістра (1978) та доктора (1981). Перша опублікована книга Ґрінленда під назвою Виставка ентропії: Майкл Муркок та британська «Нова хвиля» у науковій фантастиці (1983), в основу якої лягла його докторська дисертація, була критичним оглядом Нової хвилі. Його найуспішніша серія художніх творів — «Plenty», яка починається з «Take Back Plenty» і продовжується творами «Seasons of Plenty» (1995), «The Plenty Principle» (1997) та  «Mother of Plenty» (1998).
Окрім роботи над художньою літературою, Ґрінленд продовжував писати науково-популярні книги та був активним у Фонді наукової фантастики, а також працював у редколегії журналу Interzone. Він був запрошеним доповідачем у чотирьох окремих «Мікроконах»: 1988, 1989, 1993 та 1994 років.
Його партнеркою є письменниця Сюзанна Кларк, з якою вони живуть з 1996 року.
Він хороший друг з Нілом Ґейманом, і його часто цитують на сторінках подяк Ґеймана.

### Романи
- Серія Daybreak [8]
  - Daybreak on a Different Mountain. London: Unwin Hyman, 1984. ISBN 0-04-823346-3
  - The Hour of the Thin Ox. London: Unwin Hyman, 1987. ISBN 0-04-823341-2
  - Other Voices. London: Unwin Hyman, 1988. ISBN 0-04-440165-5
- Серія Plenty
  - Take Back Plenty. London: Unwin Hyman, 1990 (paper). ISBN 0-04-440265-1
  - Seasons of Plenty. London: HarperCollins, 1995. ISBN 0-00-224208-7
  - Mother of Plenty. London: HarperCollins Voyager, 1998 (paper). ISBN 0-00-649907-4
- Harm's Way. London: HarperCollins, 1993. ISBN 0-00-223916-7
- Spiritfeather. London: Orion, 2000 (paper). ISBN 1-85881-710-2
- Finding Helen. London: Black Swan, 2002 (paper). ISBN 0-552-77080-9

### Колекції
- The Plenty Principle. London: HarperCollins Voyager, 1997 (paper). ISBN 0-00-649906-6

### Літературна критика
- The Entropy Exhibition: Michael Moorcock and the British 'New Wave' in Science Fiction. London: Routledge & Keegan, 1983. ISBN 0-7100-9310-1
- Storm Warnings: Science Fiction Confronts the Future, with Eric S. Rabkin and George E. Slusser. Carbondale, IL: Southern Illinois University Press, 1987. ISBN 0-8093-1376-6
- Michael Moorcock: Death is No Obstacle. Manchester: Savoy Books, 1992. ISBN 0-86130-087-4

### Як редактор
- Інтерзона: Перша антологія, з Джоном Клютом та Девідом Прінґлом . London:  Everyman Fiction, 1985.ISBN 978-0-460-02294-1